# Ochocientos
El ochocientos (800) es el número natural que sigue al setecientos noventa y nueve y precede al ochocientos uno.

## Propiedades matemáticas
- Es un número compuesto, que tiene los siguientes factores propios: 1, 2, 4, 5, 8, 10, 16, 20, 25, 32, 40, 50, 80, 100, 160, 200, 400 y 800. Como la suma de sus factores es 1153 > 800, se trata de un número abundante.

- Datos: Q746396
- Multimedia: 800 (number) / Q746396